# Coo-Trois-Ponts
Coo-Trois-Ponts är ett pumpkraftverk i Coo, Liège, Belgien. Det ligger i Amblèvedalen, i kommunerna Stavelot och Trois-Ponts. Kraftverket byggdes ursprungligen 1971 och hade då en effekt på 474 MW, men har senare byggts ut i flera omgångar så att det 2021 har en effekt på 1 089 MW och så att bassängerna kan hålla vatten motsvarande 6 450 MWh.

## Kraftverkets läge och sammansättning
Pumpkraftverket utnyttjar höjdskillnaden på 275 meter mellan två övre bassänger på Mont Saint-Victor i Brume och en nedre bassäng i Coo.
Den nedre bassängen ligger i en gammal meander (korvsjö) av Amblève, som på 1700-talet leddes om av munkarna i Stavelotklostret.
Kraftverket ligger cirka 60 meter under marknivån. Det är 128 meter långt, 27 meter brett och 40 meter högt. De två tryckstegringsdammarna är dubbelt så långa som de är höga och har en diameter på åtta respektive sex meter och är 20 mm tjocka. Vattennivån varierar med 15 meter i den nedre bassängen och 25 meter i de övre bassängerna. Bassängerna är förseglade med en bituminös beläggning och vattnet används i ett slutet kretslopp.
Kraftverket har sex reversibla francisturbiner (som även fungerar som pumpar) med vertikala axlar på över 4 meter i diameter. Att växla från pumpläge till turbinläge tar några minuter. Turbinerna kan leverera 1 164 MW under 5 timmar (en lagringskapacitet på 5 000 MWh). På årsbasis motsvarar detta 1 000 GWh med en verkningsgrad på 75%. Den använda vattenmängden under ett är 8 450 000 m3.
Rotorerna har en diameter på 5,82 meter (6,91 för Coo II) och roterar med 300 varv/minut (Coo I) respektive 273 varv/minut (Coo II). I pumpläge startas motorn av en hjälpmotor för att nå synkronhastighet. Flödeshastigheterna för Coo I är 60 m3/s (Coo II 100 m3/s) när de drivs som turbiner (vattnet åker ner) och 51 m3/s (Coo II 82m 3/s) när de pumpar upp vattnet. Generatorerna för Coo I är 200 MVA och 190 MVA i motorläge (Coo II, 230 och 200 MVA). Kulventiler med en diameter på 2,65 meter reglerar flödet. 

## Drift och koppling till elnätet
Vattnet pumpas upp när efterfrågan på el är låg och turbinen drivs när efterfrågan på el är hög. Driften är automatiserad och styrs från Bryssel.
Anläggning användes ursprungligen för att anpassa den konstanta energitillförseln från Tihange kärnkraftverk till nätets varierande behov. Den absorberar  överskott av kärnkraft som producerades på natten och släpper ut det under dagen. I takt med att andelen förnybar el och därmed intermittent el ökat används den numera för att i allt högre grad kompensera för variationer i produktionen av förnybar energi. Medan turbinerna startade cirka 2 000 gånger per år under 2010-talet så var prognosen för 2023 att de skulle startas 15 000 gånger..
En högspänningsledning på 380 000 volt går från kraftverket till Elias transformatorstation Brume, som levererar el till två högspänningsledningar: en till provinsen Luxemburg, ända till Aubange vid den franska gränsen, och den andra till kärnkraftverket Tihange nära Huy. Ledningarna på 380 000 volt är de högsta spänningsledningarna i Belgien.